# Olly
Federico Olivieri, poklicno znan kot Olly, italijanski pevec, besedilopisec in raper, * 5. maj 2001, Genova, Italija.

## Zgodnje življenje
Olivieri se je rodil v Genovi očetu pravniku in materi sodnici. V mladosti je igral ragbi. Med študijem se je vpisal na Konzervatorij Genova, kjer je študiral glasbo in petje. Kasneje se je preselil v Milano in leta 2022 diplomiral iz poslovanja in managementa.

## Kariera
Ollyjeva glasbena kariera se je začela leta 2016. Leta 2017 je v sodelovanju z Matsbyjem izdal svoj prvi solo projekt, EP z naslovom Namaste. Istega leta je sodeloval pri singlu Chiara Ferragni  glasbenika Alfa. Naslednje leto je izdal svoj drugi EP, CRY4U in svoj prvi single, »Bla-Bla Car«. Spomladi leta 2021 je sklenil pogodbo z glasbeno založbo Aleph Records, ki jo je založba Epic Records distribuirala za Sony Music. Julija 2021 ga je italijanski televizijski program MTV razglasil za Umetnika meseca.
Septembra 2022 je kot gost nastopil na koncertu od Blanca. Kasneje istega leta je bil eden od 12 izvajalcev za Sanremo Giovani 2022, katerega cilj je bil izbrati šest novinec za Sanremo 2023. Njegova skladba »L'anima balla« je bila na izboru uspešna in dobil možnost nastopiti na Sanremu. Njegova pesem »Polvere«, je na festivalu zasedla 24. mesto. Po festivalu je izdal svoj prvi studijski album Gira, il mondo gira.
Oktobra 2024 je izdal svoj drugi studijski album Tutta vita. Decembra istega leta je bil razglašen za enega od tekmovalcev na Sanremu 2025. Nastopil je s pesmijo »Balorda nostalgia« in zmagal. Kot zmagovalec festivala si je sicer zagotovil pravico do zastopanja Italije na Pesmi Evrovizije, vendar ta možnost ni obvezna. Na tiskovni konferenci po festivalu je izjavil, da še ni sprejel dokončne odločitve o morebitnem nastopu na tekmovanju. Dne 22. februarja je sporočil, da ne bo zastopal Italije na tekmovanju. Novi predstavnik Italije je tako postal drugouvrščeni Lucio Corsi.

## Polemike
Pevca so kritizirali, ker v svojih besedilih spodbuja nasilje nad ženskami. Po umoru Giulie Cecchettin je Olly spremenil besedilo svoje pesmi »Mai e poi mai«, kjer je »Poročil se bom z njo ali jo ubil« in »Zagotovo je ne bom zapustil, da bi bila s tabo« zamenjal z »Poročil se bom z njo ali pa jo bom izpustil« in »Zame lahko počne, kar hoče«.

## Diskografija

### Studijski albumi
| Naslov                              | Podrobnosti                                                   | Najvišje uvrstitve na lestvici |
| Naslov                              | Podrobnosti                                                   | ITA                            |
| ----------------------------------- | ------------------------------------------------------------- | ------------------------------ |
| Gira, il mondo gira (skupaj z Jvli) | - Objavljeno: 10. februarja 2023 - Založba: Aleph, Sony Music | 13                             |
| Tutta vita (skupaj z Jvli)          | - Objavljeno: 25. oktobra 2024 - Založba: Aleph, Sony Music   | 1                              |

### EP-ji
| Naslov                        | Podrobnosti                                                |
| ----------------------------- | ---------------------------------------------------------- |
| Namaste (skupaj z Matsby)     | - Objavljeno: 17. julij 2017 - Založba: Samostojno         |
| Cry4U                         | - Objavljeno: 15. junija 2018 - Založba: Samostojno        |
| Io sono                       | - Objavljeno: 6. novembra 2020 - Založba: Samostojno       |
| Il mondo gira (skupaj z Jvli) | - Objavljeno: 21. julija 2022 - Založba: Aleph, Sony Music |

### Pesmi
| Naslov                                                                             | Leto | Najvišje uvrstitve na lestvici | Album               |
| Naslov                                                                             | Leto | ITA                            | Album               |
| ---------------------------------------------------------------------------------- | ---- | ------------------------------ | ------------------- |
| »Bla-Bla Car«                                                                      | 2018 | —                              |                     |
| »Bevi«                                                                             | 2019 | —                              |                     |
| »Best Seller« (skupaj z Alfom)                                                     | 2019 | —                              |                     |
| »Il primo amore«                                                                   | 2019 | —                              |                     |
| »Dimmi quando«                                                                     | 2019 | —                              |                     |
| »Non mi va«                                                                        | 2020 | —                              |                     |
| »Mai e poi mai«                                                                    | 2020 | —                              | Io sono             |
| »Winston Blue«                                                                     | 2020 | —                              | Io sono             |
| »Non mi va«                                                                        | 2021 | —                              |                     |
| »Non ho paura« (skupaj z Oliver Green e JVLI)                                      | 2021 | —                              |                     |
| »Lego«                                                                             | 2021 | —                              |                     |
| »La notte (RMX)« (skupaj z Ariso)                                                  | 2021 | —                              |                     |
| »Hai fatto bene«                                                                   | 2021 | —                              |                     |
| »Scuba Diving«                                                                     | 2022 | —                              |                     |
| »Un'altra volta«                                                                   | 2022 | —                              | Il mondo gira       |
| »Siamo noi« (skupaj z Axos)                                                        | 2022 | —                              |                     |
| »Fidati di me«                                                                     | 2022 | —                              |                     |
| »Fammi morire«                                                                     | 2022 | —                              | Il mondo gira       |
| »L'anima balla«                                                                    | 2022 | —                              | Il mondo gira       |
| »Polvere«                                                                          | 2023 | 14                             | Gira, il mondo gira |
| »Tutto con te«                                                                     | 2023 | —                              | Gira, il mondo gira |
| »A squarciagola«                                                                   | 2023 | 77                             | Tutta vita          |
| »Devastante« (skupaj z Jvli)                                                       | 2024 | 10                             | Tutta vita          |
| »Ho voglia di te« (skupaj z Jvli in Emmo)                                          | 2024 | 20                             |                     |
| »Per due come noi« (skupaj z Angelino Mango in Jvli)                               | 2024 | 1                              | Tutta vita          |
| »Quei ricordi là«                                                                  | 2024 | 15                             | Tutta vita          |
| »Balorda nostalgia«                                                                | 2025 | 1                              | Tutta vita          |
| »—« označuje singel, ki se ni uvrstil na lestvico ali ni bil izdan na tem ozemlju. |      |                                |                     |